# Associazione Calcio Trento 1945-1946
Questa voce raccoglie le informazioni riguardanti l'Associazione Calcio Trento nelle competizioni ufficiali della stagione 1945-1946.

## Rosa
| N. |                   | Ruolo | Calciatore        |
| -- | ----------------- | ----- | ----------------- |
|    | Italia (bandiera) | C     | Piero Andreoli    |
|    | Italia (bandiera) | C     | Domenico Barusco  |
|    | Italia (bandiera) | D     | Carlo Bettin      |
|    | Italia (bandiera) | P     | Antonio Bisson    |
|    | Italia (bandiera) | C     | Edmondo Bonansea  |
|    | Italia (bandiera) | P     | Italo Bortolotti  |
|    | Italia (bandiera) | D     | Giovanni Braga    |
|    | Italia (bandiera) | D     | Mario Bruschi     |
|    | Italia (bandiera) | D     | Walter Giacomello |
|    | Italia (bandiera) | D     | Gino Gottardi     |

| N. |                   | Ruolo | Calciatore        |
| -- | ----------------- | ----- | ----------------- |
|    | Italia (bandiera) | A     | Sergio Maestri    |
|    | Italia (bandiera) | C     | Augusto Mazzucato |
|    | Italia (bandiera) | A     | Umberto Menti     |
|    | Italia (bandiera) | A     | Antonio Moro      |
|    | Italia (bandiera) | A     | Virgilio Nicoli   |
|    | Italia (bandiera) | D     | Gino Pasin        |
|    | Italia (bandiera) | C     | {{{nome}}}        |
|    | Italia (bandiera) | C     | Scizzi            |
|    | Italia (bandiera) | A     | Verza             |